# جوایز آلفرد رادوک
جوایز آلفرد رادوک (چکی: Ceny Alfréda Radoka) هر سال توسط بنیاد جوایز آلفرد رادک و با همکاری آژانس تئاتر و ادبی آئورا-پونت و مجله جهان و تئاتر برای دستاوردهای هنری برجسته در تئاتر چک برگزار می‌شدند و آغاز آن از سال ۱۹۹۲ بود. نخستین بخشی که ایجاد شد، بخش «بهترین اجرا» بود. در سال ۱۹۹۵، بخش‌های نمایشنامه برتر، طراحی صحنه برتر، استعداد سال، تئاتر سال، بهترین بازیگر مرد و بهترین بازیگر زن نیز اضافه شدند. برندگان این جوایز با رأی منتقدان تئاتر انتخاب می‌شدند.
سال ۲۰۱۳، آخرین سال برگزاری این مراسم بود. در سال ۲۰۱۴، این جوایز با «جوایز منتقدان تئاتر» که توسط مجله جهان و تئاتر برای بخش‌های اجرایی اعطا می‌شد، و همچنین «مسابقه نمایشنامه‌نویسی ناشناس آژانس آئورا-پونت» جایگزین شدند.